# CD-R

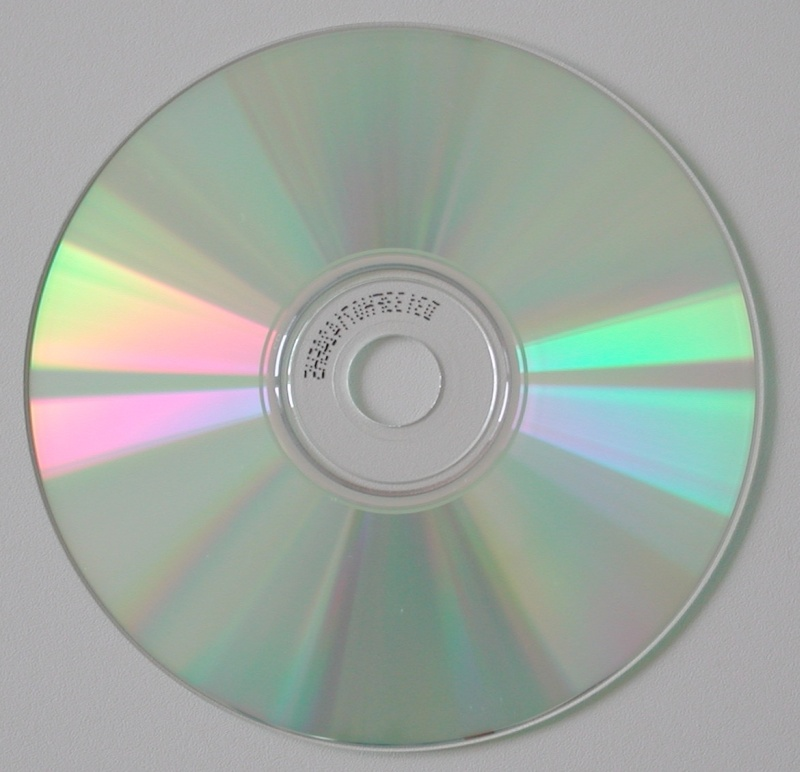
Disc compacte gravable (CD-R).

Un CD-R és un format de disc compacte gravable.(Compact Disc Recordable: Disc Compacte Gravable). Es poden gravar en diverses sessions, no obstant això la informació agregada no pot ser esborrada ni sobreescrita, en el seu lloc s'ha d'usar l'espai lliure que va deixar la sessió immediatament anterior.
Actualment les gravadores arriben a gravar CD-R a 52x, uns 7800 KB/s.
Per a molts ordinadors és difícil mantenir aquesta taxa d'enregistrament i per això les gravadores tenen sistemes que permeten reprendre l'enregistrament (Burn-proof) quan s'ha interromput l'arribada de dades (buffer underrun)
La capacitat total d'un CD-R sol ser:
- 650 MiB = 681,57 milions de bytes
- 700 MiB = 734 milions de bytes. El més comú.
- 870 MiB = 838 milions de bytes.
- 900 MiB = 943 milions de bytes.

Aquestes capacitats són vàlides per a discos de dades. Els formats VCD, SVCD o el CD-Àudio usen un altre format, el CD-XA que utilitza parts del CD que en els CD de dades s'utilitzen per a correcció d'errors. Així s'obté un 13,5 % més de capacitat a canvi d'una major sensibilitat a esgarrapades i altres agressions.
La velocitat a la qual la informació es transfereix d'un disc a la computadora, és anomenada ritme de transferència de dades, i és mesurada en kilobytes per segon (kB/s).

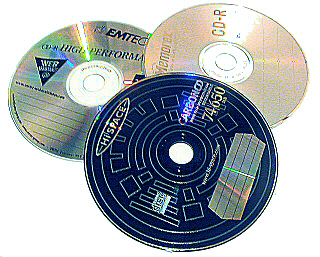
Discos compactes gravables.

La primera especificació del CD-R, que al principi es va dir CD Write-Once (WO), data de 1988 i va ser feta per Philips i Sony en l'Orange Book. L'Orange Book consta de diverses parts, que detallen el CD-WO, el CD-MO (Magneto-Optic), i el CD-RW (ReWritable). Les últimes edicions van deixar d'utilitzar el terme "CD-WO" en favor de "CD-R" i "CD-MO" va perdre ús. Els CD-R i CD-RW són, des d'un punt de vista tècnic, totalment compatibles amb els estàndards CD àudio (Xarxa Book) i CD-ROM (Yellow Book), encara que alguns aparells compatibles amb els CD Xarxa Book poden tenir dificultats per llegir CD-Rs i CD-RWs. Aquests utilitzen EFM, correcció d'errors CIRC més una tercera capa de correcció d'errors definida per a CD-ROM.
Els materials de tint desenvolupats per Taiyo Yuden van possibilitar que els discos CD-R fossin compatibles amb els discos CD àudio i CD-ROM.